# Ленноовые
Ленноовые (лат. Lennoaceae) — семейство растений-паразитов порядка Бурачникоцветные (Boraginales).

## Ботаническое описание
Многолетние, мясистые, с жёлтыми или коричневыми стеблями, травянистые растения, лишённые хлорофилла и настоящих листьев. Развитие протекает в основном под землёй, на поверхности почвы соцветия этих растений появляются лишь в период цветения и плодоношения.
Корневые структуры двух типов. Направляющие корни, довольно грубые, мясистые и не образуют гаусториев, основная функция которых — поиск новых корней растений-хозяев. Когда направляющий корень приближается к корню растения-хозяина, на нём со стороны контакта возникают корнеподобные гаусториеобразующие органы, которые внедряются в ткани корня и устанавливает контакт с проводящей системой растения-хозяина.
Генеративные побеги обычно очень мясистые и ломкие и покрыты большими толстыми коричневатыми чешуями. Цветки собраны в более или менее компактные соцветия типа головки. Соцветия располагаются почти на поверхности почвы. Цветки актиноморфные или слегка зигоморфные, красного или фиолетового цвета, обоеполые. Чашечка состоит из 4—8(10) удлинённых долей, которые могут срастаться в разной степени между собой и с цветоложем. Венчик из 5—8 сросшихся лепестков. Тычинок 5—10, прикреплённых к долям венчика. Гинецей из 6—15 плодолистиков, с простым столбиком, увенчанным головчатым рыльцем; завязь верхняя, с числом гнезд вдвое превышающим число плодолистиков, с 1 семязачатком в каждом гнезде. Плод — мясистая коробочка. Семена с шаровидным недифференцированным зародышем и с эндоспермом.

## Распространение и экология
Встречаются в юго-западных областях Северной Америки и в Колумбии. Обитают в пустынных областях и паразитируют на кустарниковых сложноцветных; видах ломоноса, кротона, молочая, эриогонума, трибулуса и других растений.

## Хозяйственное значение и применение

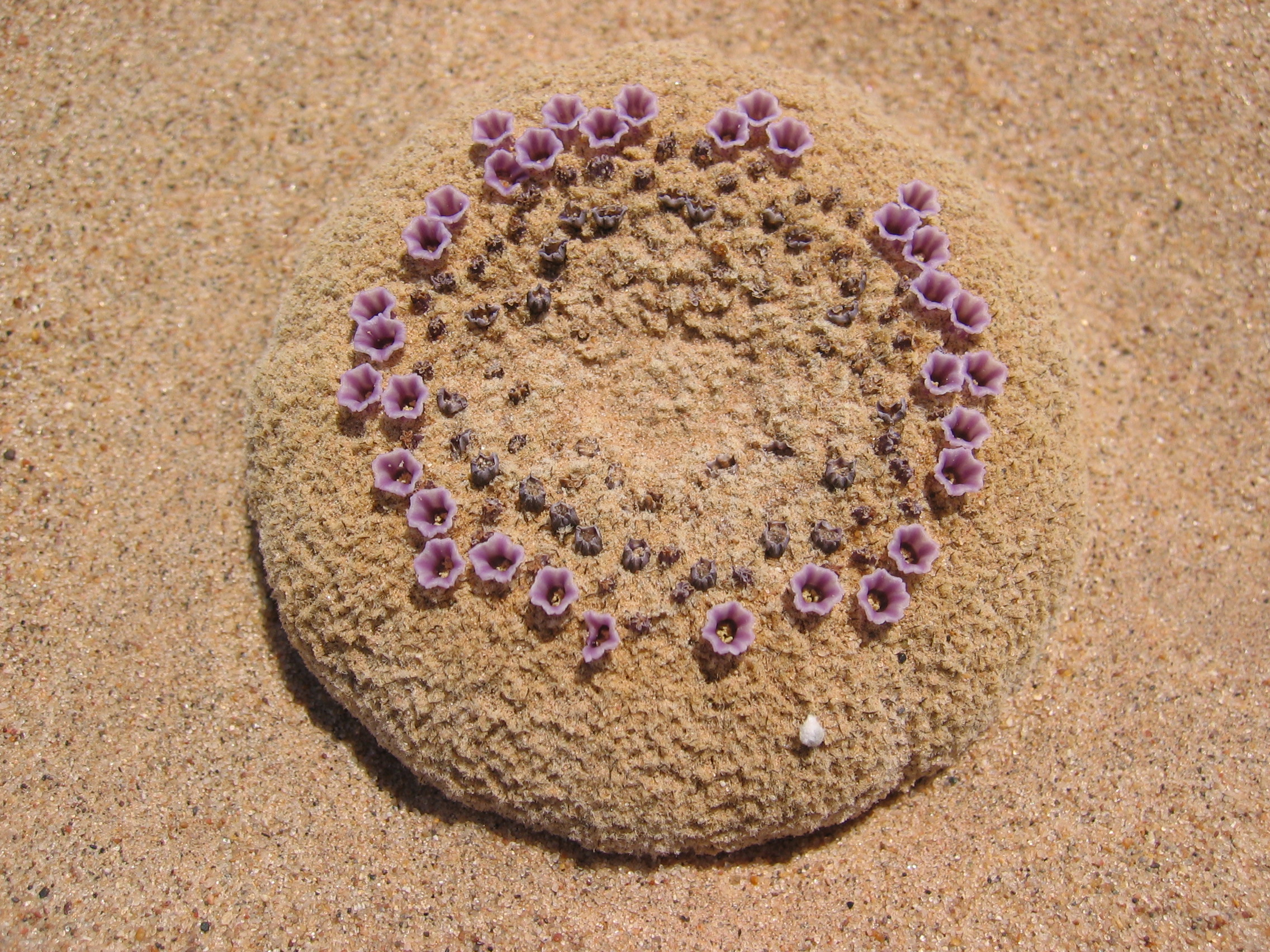
Фолисма сонорская (Pholisma sonorae)

Индейцы в местах распространения этих растений употребляют в пищу их подземные органы, в частности направляющие корни, запекая их подобно батату. Фолисма сонорская (Pholisma sonorae) некогда была важным пищевым растением для местных индейцев.

## Таксономия
Cемейство включает 2 рода:
- Lennoa Lex. — Леннояtypus, распространена в Мексике, Колумбии и Венесуэле.
- Pholisma Nutt. ex Hook. — Фолисма, распространена в Калифорнии